# Массачусеты

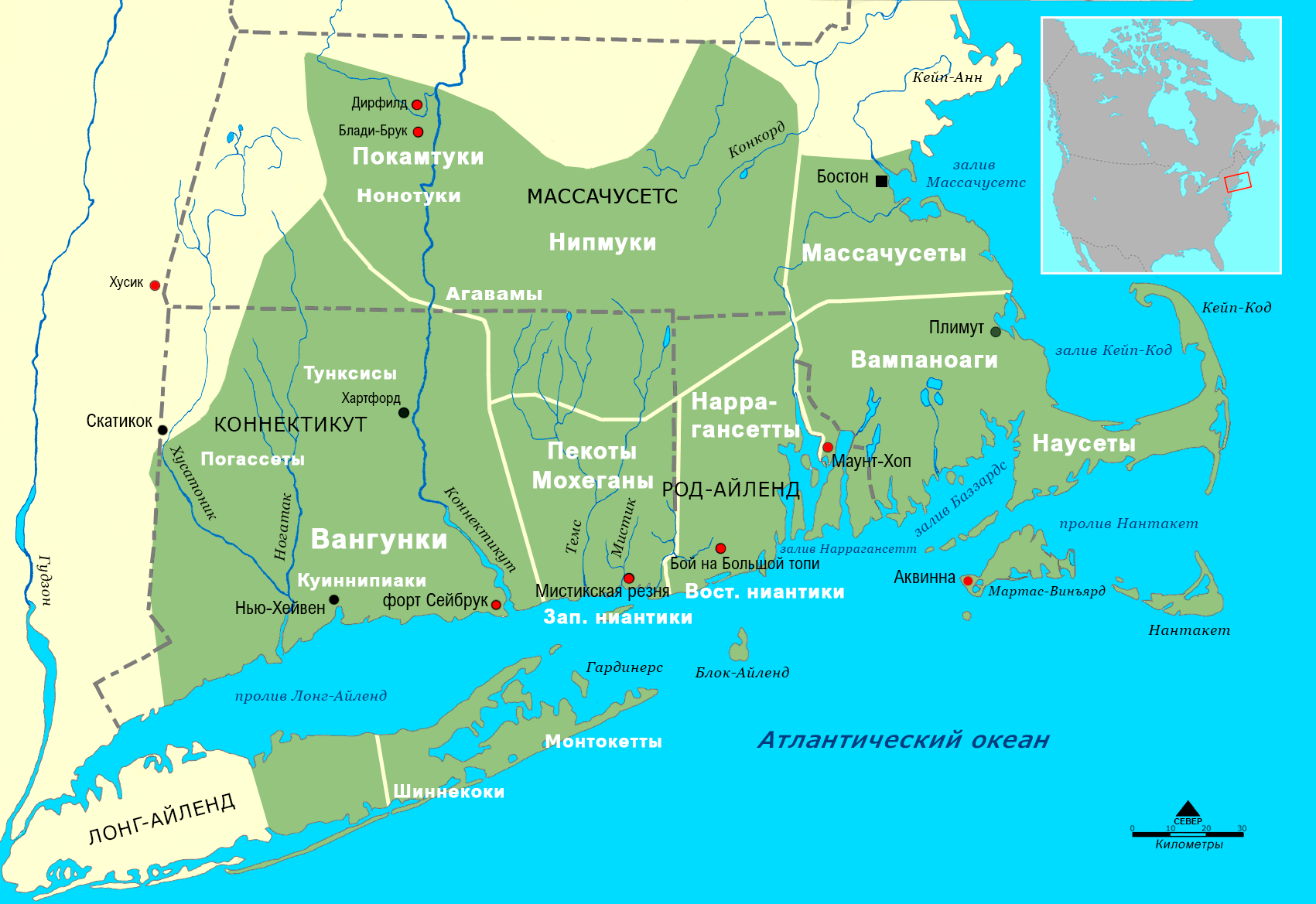
Карта расселения индейских племён в южной Новой Англии на 1600 год

Массачусеты — индейский народ, проживавший в Северной Америке на территории современного американского штата Массачусетс и давший этому штату название. Относится к алгонкинским народам. В настоящее время осталось лишь небольшое количество индейцев этого народа. Говорили на массачусетском языке, относящемся к алгонкинским языкам.
Название переводится как «люди, живущие у большого холма», что, по легенде, восходит к Синим Холмам недалеко от Бостона. Исторически занимались рыболовством и земледелием.
Жили в центре прибрежной части современного штата Массачусетс, в районе, где был основан город Бостон.
Бо́льшая часть массачусетов была уничтожена в течение XVII века с началом колонизации их исконных земель англичанами. В 1616—1619 годах племя сильно пострадало от чумы, завезённой в Америку англичанами, а в 1623-м значительная часть оставшихся была изгнана с исконных земель группой колонизаторов во главе с капитаном Майлзом Стендишем из-за опасности восстания, которое готовили вожди племени. В 1630-е земли Массачусетса заселили около двадцати тысяч переселенцев из Англии. Тем не менее, несмотря на то, что число массачусетов значительно уменьшилось, они приняли участие в Войне Короля Филипа в 1675—1676 годах.
Массачусеты были обращены в христианство пуританским миссионером Джоном Элиотом.
В 1869 году штат Массачусетс принял акт, согласно которому члены племени становились гражданами США. В настоящий момент осталось две немногочисленных общины массачусетов — одна обитает в Нейтике, другая — в Броктоне (оба города находятся в штате Массачусетс).